# Bosco Isabella
Il bosco Isabella è un parco, ubicato all'interno del perimetro urbano di Radicofani, in provincia di Siena.
Fu costruito dalla famiglia Luchini alla fine dell'Ottocento. Odoardo Luchini, grande conoscitore delle scienze botaniche, curò personalmente la messa a dimora delle piante provenienti da varie parti del mondo. 
Tra le conifere si ricordano le sequoie, i tassi, i cedri del Libano, i cedri Deodara. Tra le caducifoglie troviamo tigli, castagni, olmi, aceri, pioppi, ippocastani, cerri e allori.